# Phil Libin
Pour les articles homonymes, voir Libin (homonymie).
Phil Libin, né en 1972 à Saint Petersbourg en Russie, est un informaticien et entrepreneur américain d'origine russe, il était Cofondateur et Directeur général d'Evernote Corporation de 2007 à 2015 puis Président du conseil d'administration depuis juillet 2015.